# Crowbar (album)
Crowbar è il secondo album in studio del gruppo musicale sludge metal Crowbar, pubblicato il 4 ottobre 1993.

## Tracce
1. High Rate Extinction – 2:42
2. All I Had (I Gave) – 3:10
3. Will That Never Dies – 3:55
4. Fixation – 3:44
5. No Quarter (Led Zeppelin cover) – 4:28
6. Self-Inflicted – 2:43
7. Negative Pollution – 3:09
8. Existence is Punishment – 4:27
9. Holding Nothing – 3:11
10. I Have Failed – 4:22

## Formazione
- Kirk Windstein - voce e chitarra
- Matt Thomas - chitarra
- Todd Strange - basso
- Craig Nunenmacher - batteria